# 배금택
배금택(裵錦澤, 1949년 8월 11일 ~ )은 대한민국의 만화가이다. 광주광역시에서 태어났으며, 서울대학교 생물학과를 중퇴하였다. 첫 작품은 《미스 도돔바》(1967년)이며, 사춘기 소녀의 일상생활을 다룬 《영심이》(1990년)가 히트하여 TV 애니메이션화 되기도 하였다.

## 작품
- 미스 도돔바, 뽀뽀양의 일기 (1967년)
- 거대한 손, 달리는 폭격기, 여고생 시리즈 (1979년)
- 영심이 (1990년)
- 하얀 비요일 (1991년, 소설)
- 변금련뎐 (1991년, 스포츠서울 연재)
- Y세대 제갈공두 (1995년)
- 보디가드 (1996년)
- 신(新) 변금련뎐 (1999년)
- 2004 영심이 (2004년, 소설)